# HD 28185 b
HD 28185 b는 HD 28185를 공전하는 행성으로, 지구로부터 에리다누스자리 방향으로 약 138 광년 떨어진 곳에 있다. 이 행성을 거느리는 모항성은 우리 태양과 비슷한 HD 28185이다. b는 2001년 남반구 하늘의 외계 행성을 찾는 CORALIE 연구 중에 발견되었으며, 그 존재는 2008년 '마젤란 행성 탐사 연구'를 통해 독립적으로 증명되었다. HD 28185 b는 모항성을 생명체 거주가능 영역의 안쪽 경계 가까이에서 돌고 있다.

## 발견
다른 외계행성들과 마찬가지로 28185 b는 행성 질량이 어머니 별을 좌우로 흔드는 도플러 효과를 통해서 발견되었다. 2001년 어머니 항성 28185가 383일의 주기로 흔들리고 있음을 감지했고 여기서 적어도 목성 질량의 5.72배에 이르는 행성이 주위를 돌고 있음을 알게 되었다.

## 공전 및 질량
HD 28185 b의 공전주기는 1.04년이다. 이심률이 큰 예전 외계 행성들과는 달리 b의 궤도는 상대적으로 원형에 가깝다. b의 이심률은 0.07로 이는 화성과 비슷하다. b의 공전궤도는 생물권 내에 존재한다.
시선속도법을 이용하여 측정한 이 행성의 질량은 최소 목성의 5.7배이다. 그러나 시선속도법은 지구 관측자의 시선 방향에 대한 공전궤도 기울기를 관측하는 것으로, 행성의 최소질량만을 알 수 있다. 그러므로 실제 b의 질량은 이보다 훨씬 더 클 가능성이 높다.

## 특징
b는 질량이 크기 때문에 가스행성일 가능성이 높다. 다만 b는 직접 관측된 것이 아니라 어머니 항성의 떨림을 통하여 간접적으로 존재가 밝혀진 것이기 때문에, 반지름이나 구성 물질, 표면 온도 등의 사항은 알려져 있지 않다. 다만, 수다르스키의 외계 행성의 겉모습 이론에 따르면 b의 상층대기에 물의 구름이 형성된다면 b는 창백한 푸른 빛을 띠는 흰 공처럼 보일 것이다.
HD 28185 b는 생물권 내를 돌고 있다. 따라서 일부 천문학자들은 28185 b가 거느리는 위성계에 생명체가 존재할 가능성을 제기하기도 했다. 가스행성이 생명체가 살 환경이 되는지는 검증되지 않았지만, 기조력 시뮬레이션을 통한 결과 28185b는 지구질량 정도 위성을 수십억 년 동안 안정적으로 거느릴 수 있음이 밝혀졌다. 만약 그런 위성이 존재한다면 액체 물이 존재할 온도가 조성될 것이다. 그러나 처음으로 행성들이 생겨날 때 가스행성 주위에 지구와 같은 크기의 천체가 동시에 생겨날 수 있는지는 검증되지 않았다. 이와는 별개로 가스행성 뒤를 따라다니는 트로이 천체에 작은 행성이 존재한다면, 오랫동안 생명체 거주가능 영역 내에서 살아남을 수 있다. 밝혀진 바에 따르면 HD 28185의 최소 질량은 목성의 여섯 배 가까이 되므로 상기 시나리오가 발생할 가능성은 현 목성 질량 정도일 경우에 비해 높다.

## 같이 보기
- 페가수스자리 51 b
- 시계자리 요타 b
- 글리제 876 b
- 야빈